# Festival Internacional de Cinema de Palm Springs

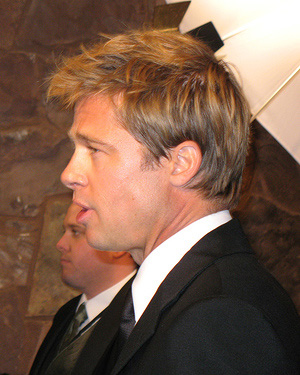
Brad Pitt en el Festival de 2007.

El Festival Internacional de Cinema de Palm Springs és un festival de cinema dirigida a Palm Springs, Califòrnia.

## Història
El projecte es va iniciar el 1989 i se celebra anualment al gener. És organitzat per la Societat Internacional de Cinema de Palm Springs, que també organitzen el Palm Springs International ShortFest, un festival de curtmetratges dirigida al juny.

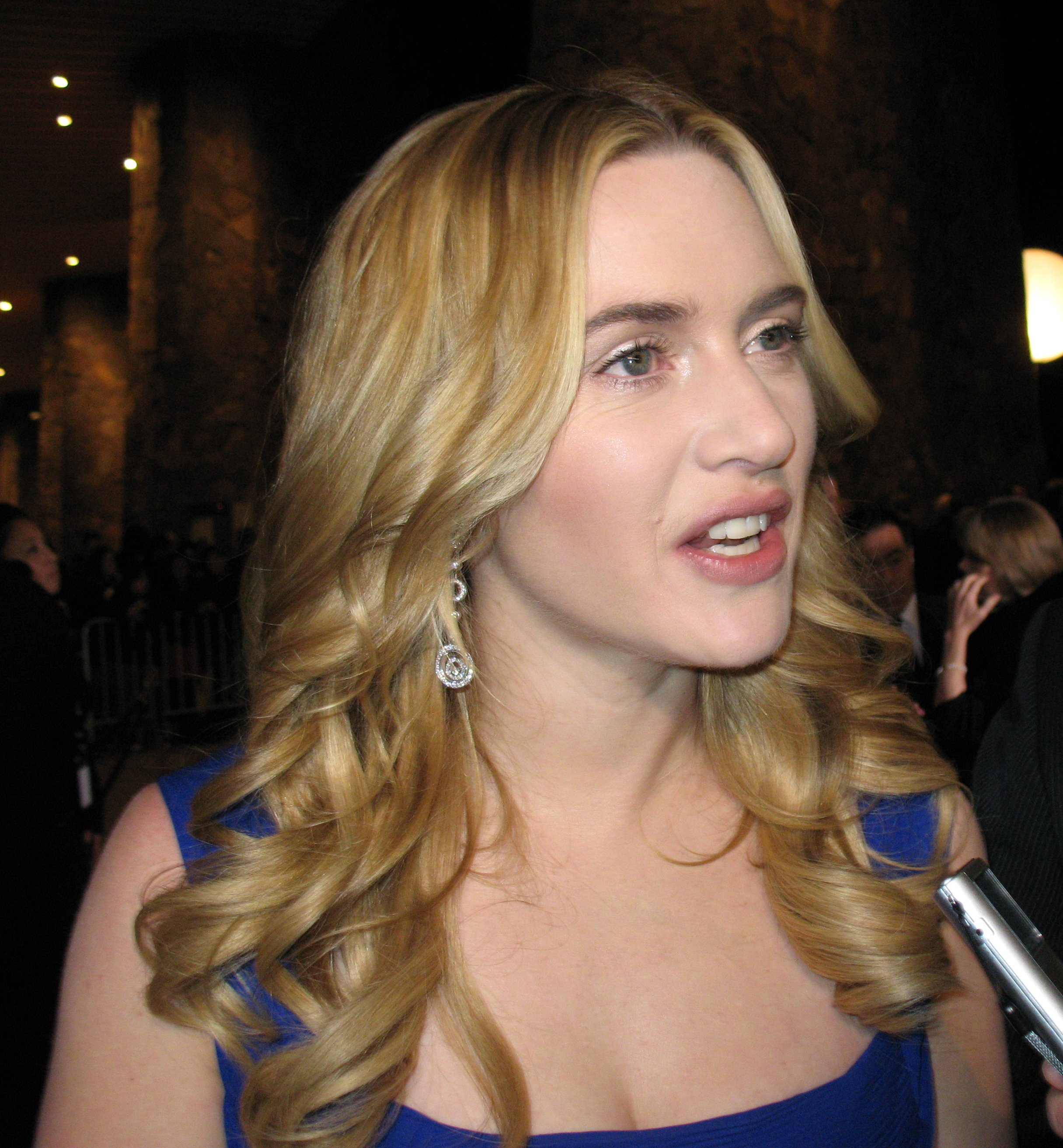
Kate Winslet en el Festival el 2007

Encara que el festival està dedicat principalment a les pel·lícules americanes independents, l'objectiu de la seva creació va ser treure a la llum el cinema internacional. El 2013, el festival va projectar 42 de les 71 pel·lícules que van ser presentades per països de tot el món als Premis Oscar per l'Oscar a la millor pel·lícula de parla no anglesa.
El festival sol atreure a prop de 135.000 persones, amb un 70 % provinent de fora de la Vall Coachella, incloent Canadà i Europa. També destaca per les seves cerimònies de premis on actors com Brad Pitt, Clint Eastwood, Sean Penn, Dustin Hoffman, Anne Hathaway i Leonardo DiCaprio han aparegut. El gener de 2011, entre els homenatjats del festival es trobaven Ben Affleck i Danny Boyle.
L'actual director del festival és Darryl Macdonald, qui va ser molt temps director del Festival de Cinema de Seattle.